# Can Pasqual (Barcelona)
Can Pasqual és una masia de Vallvidrera (Barcelona) inclosa a l'Inventari del Patrimoni Arquitectònic de Catalunya.

## Història
Les actes testamentàries indiquen els següents estadants: 1541, Elisabet Pasqual, casada amb Joan Pasqual; 1562, Joan Pasqual, casat en segones núpcies amb Eulàlia. L'any 1562 fou batlle de Vallvidrera un tal Jaume Pasqual, i així seguí el llinatge fins al 1733. El 1827 es menciona un oratori.
El 1903 n'era propietari Josep Maria Mas, tinent d'alcalde de l'Ajuntament de Barcelona, i el 1914 ho era la família Caralt. Altres propietaris foren el marquès d'Esquilache i Antoni Guitart i Guitart. El 28 de desembre del 1996 la casa fou okupada per l'autoanomenat Col·lectiu Col Activa, que la va rebatejarcom a Centre Social Okupat Kan Pasqual. Des d'aquell moment s'hi ha dut a terme un projecte d'autogestió col·lectiva inspirat amb els moviments d'autonomia camperola. El col·lectiu ha abordat l'autogestió energètica solar i l'agroecologia com un dels principis motors del projecte.

## Descripció
Casa pairal molt reformada i modificada, de planta rectangular, amb planta baixa i un pis i teulat a dues vessants. Una de les façanes més llargues presenta un seguit d'arquets i vuit finestres enreixades. L'altra façana presenta l'entrada, centrada i protegida per un senzill pavelló. A les parets laterals també hi ha portals d'accés. En edificació independent de la pairal hi ha la masoveria, encara en activitat.